# Rhabdomastix manipurensis
Rhabdomastix manipurensis är en tvåvingeart som beskrevs av Alexander 1964. Rhabdomastix manipurensis ingår i släktet Rhabdomastix och familjen småharkrankar. Inga underarter finns listade i Catalogue of Life.